# Neanotis sahyadrica
Neanotis sahyadrica là một loài thực vật có hoa trong họ Thiến thảo. Loài này được Billore & S.K.Mudaliar mô tả khoa học đầu tiên năm 1982.